# 徐宽熙
徐宽熙（韓語：서관희；1926年—1997年9月），又译作徐官喜，朝鲜平安南道出身，是北朝鲜的一位政治人物，曾在苏联留学。他曾担任朝鲜农业部部长。
在1996年5月最初失踪后， 1997年，他被指控为美国政府从事间谍活动，并故意破坏朝鲜的农业，导致了朝鲜饥荒。 他还被指控挪用“亲爱的领袖”提供的原本用于化肥的资金，以及从一开始就是一名反革命的韩国间谍，留在朝鲜渗透到劳动党。 结果，他被朝鲜政府公开处决。
一名身份不明的叛逃者曾声称，大约在同一时间，少年团的一些官员被处决，据报道是因为与韩国情报人员进行“腐败的金融交易”。 紧随其后的是对其他几名政府高官的清洗，这些人也被控与韩国勾结。有人猜测，金铁万取代了他在农业投资组合方面的职位。

## 相关人物
- 朴南基
- 黃今淑